# Wasting Love
Wasting Love è il 24° singolo degli Iron Maiden, il terzo estratto dall'album Fear of the Dark.

## Pubblicazione
Si tratta del primo singolo della band ad essere pubblicato solo nel formato CD e non più in vinile ed è anche la prima e finora unica power-ballad incisa dagli Iron ad essere pubblicata come singolo.
Il disco è stato pubblicato ufficialmente solo nei Paesi Bassi, ma ne esiste anche una versione promozionale stampata per gli USA e un'altra versione promozionale stampata per il Canada.
Completano il disco anche tre brani dal vivo registrati al concerto all'Arena di Wembley il 17 dicembre 1990.

## Contenuto e testo
Il testo della canzone descrive la sensazione di perdere l’amore e la speranza, con le parole “Spend your days full of emptiness / Spend your years full of loneliness / Wasting love in a desperate caress / Rolling shadows of night”. La canzone parla di come gli esseri umani passino la loro vita in cerca di amore e di connessione, ma spesso finiscono per perdere la speranza e il significato della vita. La canzone “Wasting Love” è un inno alla disperazione e alla perdita, ma anche un invito a non perdere la speranza e a cercare di trovare il significato della vita. La canzone è un esempio della capacità di Iron Maiden di creare canzoni potenti e emotive che parlano di temi universali e umani.

## Tracce
1. Wasting Love  (Dickinson, Gers)  - 4:55
2. Tailgunner (live)  (Harris, Dickinson)  - 4:05
3. Holy Smoke (live)  (Dickinson, Harris)  - 3:35
4. The Assassin (live)  (Harris)  - 4:25

## Formazione
- Bruce Dickinson – voce
- Janick Gers – chitarra
- Dave Murray – chitarra
- Steve Harris – basso
- Nicko McBrain – batteria